# Torre de Cadell
La Torre de Cadell és un monument del municipi de Bellver de Cerdanya (Cerdanya) declarat bé cultural d'interès nacional.

## Descripció
És un gran casal rectangular amb torrelles d'angle, obra en part del segle xvi. Es tracta d'un conjunt unitari d'edificacions rurals bastit amb la tradició del mas cerdà. L'edifici principal és una important construcció de planta quadrangular i tres plantes d'alçada, amb murs de maçoneria de còdols. Presenta garites als angles de la part superior i està coberta de pissarra a quatre aigües. La resta d'edificacions complementàries tenen la coberta de teula àrab.
De la Capella de Santa Anna només en resta un mur exterior, situat al costat esquerre del portal d'entrada a l'era del mas. Per la part interior hi ha una dependència que ha estat reconstruïda diverses vegades, quedant desfigurada la seva estructura primitiva.

## Història
Casal fortificat del qual prové el llinatge dels Cadells, que foren barons d'Arànser, senyors de Prullans e Espirà de Conflent. Documentat el 1222. Els Cadells de Beders foren senyors d'Arànser. Un important grup de bandolers del segle xvii era identificat com els "cadells".